# Mikołaj Frąckiewicz Radzimiński
Mikołaj Frąckiewicz Radzimiński herbu Brodzic (ur. ok. 1585 roku – zm. ok. 1630 roku) – chorąży nadworny litewski w latach 1611–1613, marszałek  Trybunału Głównego Wielkiego Księstwa Litewskiego w 1620 roku, starosta mścisławski, wasiliski, radomelski.
Poseł na sejm zwyczajny 1613 roku. 